# أوستين هندرسون
أوستين هندرسون (بالإنجليزية: Austin Henderson)‏ هو عالم حاسوب أمريكي وكندي، ولد في 25 يناير 1943 في لندن في كندا.

## وصلات خارجية
- الموقع الرسمي